# Aljaž Pegan
Aljaž Pegan (Eslovenia, 2 de junio de 1974) es un gimnasta artístico esloveno, especialista en la prueba de barra fija o barra horizontal, con la que ha logrado ser campeón del mundo en 2005. Ha desarrollado un giro llamado el pegan, nombrado en su honor y que figura en el Código de Puntos de la Federación Internacional de Gimnasia (FIG) tanto para barra fija como en barras paralelas.

## Carrera deportiva
En el Mundial de Debrecen 2002 gana la plata en barra horizontal, tras el griego Vlasios Maras y empatado a punto con la plata, con el bielorruso Ivan Ivankov.
En el Mundial celebrado en Melbourne (Australia) en 2005 gana el oro en barra fija, por delante del francés Yann Cucherat y del ucraniano Valery Goncharov.
En el Mundial de Aarhus (Dinamarca) de 2006 gana la plata en barra, tras el australiano Philippe Rizzo, y por delante del griego Vlasius Maras.
Por último, en el Mundial de Stuttgart 2007 gana de nuevo la plata en barra, tras el alemán Fabian Hambüchen y por delante del japonés Hisashi Mizutori.